# Soledadiella
Genre
Soledadiella est un genre d'opilions laniatores de la famille des Zalmoxidae.

## Distribution
Les espèces de ce genre se rencontrent au Venezuela et au Brésil.

## Liste des espèces
Selon World Catalogue of Opiliones (21/10/2021) :
- Soledadiella barinensis González-Sponga, 1987
- Soledadiella macrochelae González-Sponga, 1987
- Soledadiella pentaculeata González-Sponga, 1999
- Soledadiella roraima (Goodnight & Goodnight, 1943)

## Publication originale
- González-Sponga, 1987 : « Aracnidos de Venezuela. Opiliones Laniatores I. Familias Phalangodidae y Agoristenidae. » Boletin de la Academia de Ciencias Fisicas, Matematicas y Naturales, vol. 23, p. 1–562.